# A Different Kind of Pain
A Different Kind of Pain es el cuarto álbum de estudio de la banda de post grunge Cold. Fue lanzado el 30 de agosto de 2005 en los Estados Unidos y el 12 de septiembre de 2005 en el Reino Unido.
Los dos títulos propuestos para el álbum fueron And A Sad Song Lives On y The Calm That Killed the Storm (frase repetida en la canción "Anatomy of a Tidal Wave"). Estos títulos fueron cambiados para ampliar la interpretación de las canciones del álbum.

## Inspiración y escritura de las canciones
Antes de escribir el álbum, Cold estaba en el proceso de buscar un nuevo sello discográfico. Al  regreso del grupo a Jacksonville, Ward fue internado brevemente en rehabilitación antes de descubrir que su hermana, Jen, fue diagnosticada con cáncer.
El nombre del álbum y gran parte de sus letras se inspiran en la batalla con el cáncer de Jen. De hecho, la banda escribió gran parte del material en la casa de los padres de Ward, en particular en
la habitación de su hermana.
Ward describe la realización del álbum como "un proceso de sanación" y por suerte, ya que cuando la banda estaba terminando el disco, su hermana había entrado en remisión.

## Recepción
A Different Kind of Pain recibió críticas mixtas, a los críticos en gran medida les molestó el énfasis emocional del álbum, afirmando que la banda se había alejado demasiado de sus raíces. Johnny Loftus de Allmusic lo resumió con la frase "A Different Kind of Pain podría funcionar como terapia, pero falla musicalmente."
El primer sencillo del álbum no alcanzó un éxito considerable con respecto de sencillos anteriores como Stupid Girl, y no recibió la misma atención que otros sencillos.
A pesar de la reacción mixta de los críticos, los más aficionados se han apreciado el cambio de estilo y el trabajo emocional del álbum.

## Canciones
1. "Back Home" – 4:31
2. "Feel It in Your Heart" – 3:46
3. "Anatomy of a Tidal Wave" – 4:27
4. "A Different Kind of Pain" – 5:19
5. "Another Pill" – 3:45
6. "Happens All the Time" – 3:28
7. "When Heaven's Not Far Away" – 3:06
8. "God's Song" – 3:13
9. "When Angels Fly Away" – 3:58
10. "Tell Me Why" – 3:21
11. "Ocean" – 3:46
12. "Check Please" (Bonus CD) - 3:53
13. "Wasted Years (Piano/Strings Version) (Bonus CD) - 3:52

## Personal
- Scooter Ward - voz, guitarra, piano, teclado
- Kelly Hayes - guitarra
- Jeremy Marshall - bajo
- Sam McCandless - batería

## Créditos
- Michael "Elvis" Baskette - productor
- Dave Holdredge - ingeniero
- Jef Moll - edición digital
- Ben Grosse - remezclas